# Art emiral i califal
L'art emiral i califal és l'art que aparegué a l'Àndalus en les seues primeres etapes de consolidació, l'emirat de Còrdova i el califat de Còrdova.

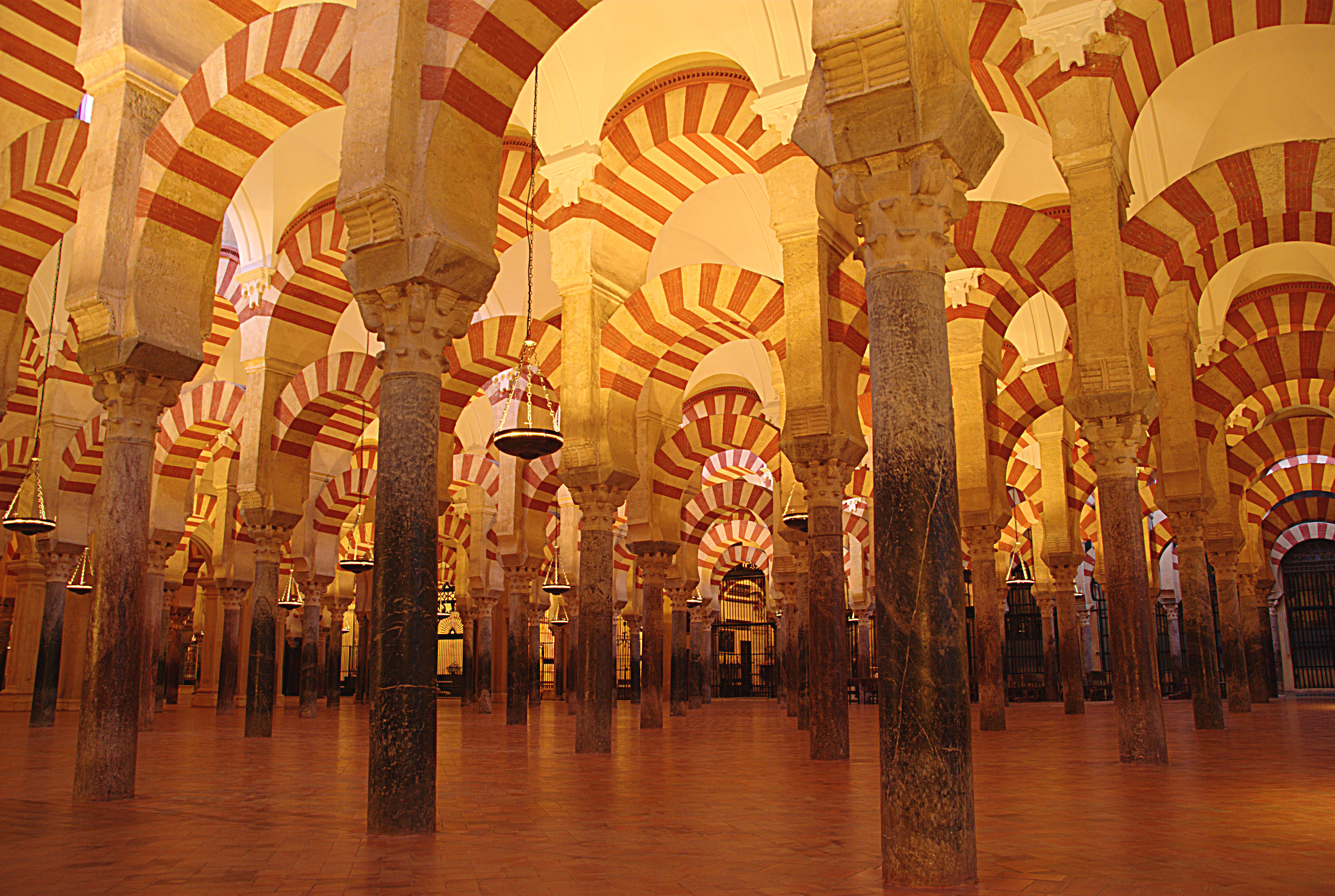
Mesquita de Còrdova

Des del punt de vista artístic, l'emirat andalusí emprà un estil no gaire diferent del de la resta del califat omeia. És a dir, l'adequació de fórmules i elements de les cultures que els havien precedit, en aquest cas del món romà i visigot. En cap moment es produí una repetició literal de motius i formes. Al contrari, la seua intel·ligent incorporació i assimilació es traduí en una veritable eclosió creadora, fent així el moment culminant de l'art califal. En aquest, s'uneixen elements de la tradició local hispano-romanovisigòtica amb elements orientals, tant romans d'Orient com omeies i abbàssides.
Les empreses artístiques se centraren des del primer moment al voltant a la seua capital, Còrdova, que fou dotada d'una mesquita aljama destinada a convertir-se en el monument més important de l'occident islàmic. L'obra de la mesquita de Còrdova fou iniciada per Abd-ar-Rahman I sobre el solar de la basílica visigòtica de Sant Vicent que, durant l'etapa precedent, havien compartit les dues comunitats: cristiana i musulmana. En el 784, aquest monarca decideix fer una mesquita de nova planta de tipus basilical amb onze naus perpendiculars al mur de la qibla, seguint el model de la mesquita d'al-Aqsa de Jerusalem, un dels llocs sagrats més importants del món islàmic. El seu tret més singular resol, al mateix temps, problemes tècnics i funcionals. Es tracta de l'organització de les seues voltes de doble arc superposat: un arc de ferradura que actua com d'estrep en atirantar una estructura més esvelta formada per un arc de mig punt, que suporta, al seu torn, el mur que sosté el sostre. Tant aquest sistema com l'alternança de dovelles, de rajola i pedra, té precedents en l'aqüeducte romà dels Milagros a Mèrida.

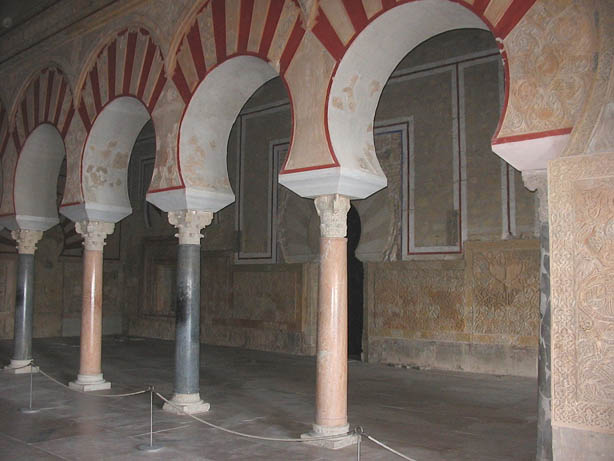
Saló Ric del palau de Madīnat al-Zahrā

Les successives ampliacions, dutes a terme fins al segle x, foren motivades per l'augment de població i la seua necessitat de comptar com un lloc adequat per al culte. De forma que les obres d'Abd al-Rahman II, el 833, consistiren a derrocar el mur de la qibla prolongant la mesquita cap al sud. En sentit contrari actuà Abd al-Rahman III, ampliant el pati cap al nord i alçant un nou minaret encara existent, encara que ocult, dins de la gran torre campanar del segle xvi. Els esforços anteriors culminen amb la intervenció d'Al-Hàkam II, cap a 961, en què amplià, novament, la sala d'oració cap al sud introduint diferents novetats. Estableix un esquema en forma de "T", semblant al de la mesquita de Qayrawan, realçat per la utilització de cúpules, els nervis de les quals no es creuen en el centre, amb arcs lobulats, diferents tipus d'arcs entrecreuats i sobreposats, així com per capitells i columnes realitzades ex professo pels tallers califals.
En els últims decennis del segle x, Almansor amplià tot el costat oriental de la gran mesquita, que passà a tenir dènou naus, encara que sense introduir novetats d'interès.
Entre altres obres d'època emiral, ressalten les executades durant el regnat d'Abd al-Rahman II, cort que va acollir nombrosos artistes, modes i costums orientals. Impulsà, entre altres construccions, les obres de l'alcassaba de Mèrida i el minaret de l'església de Sant Joan de Còrdova, millorant les muralles de Còrdova i Sevilla. Tot i això, és durant el califat quan es duen a terme els més ambiciosos projectes artístics. El califa Abd al-Rahman III, seguint la tradició oriental, segons la qual cada monarca construïa com a símbol de prestigi la seua pròpia residència palatina, decidí fundar el 936 la ciutat àulica de Madīnat al-Zahrā. Per a tal fi escollí, a pocs quilòmetres de Còrdova, un suau pendent del paisatge que li va permetre organitzar el recinte emmurallat en tres terrasses. En aquestes disposà les residències palatines, salons de recepció com el denominat saló Ric, banys, mesquita aljama, casa de la moneda, tallers califals, jardins i parc zoològic. Aquestes obres foren completades per al-Hakam II, encara que la seua esplendor fou efímera, i acabà amb la ciutat les primeres revoltes de 1010 que donaren lloc a la caiguda del califat.
En la resta del territori peninsular també és patent el floriment artístic impulsat pel califat. Testimoni n'és la ciutat de Toledo, on encara es poden observar restes de la seua fortificació així com alguns dels vestigis que defineixen la seua alcassaba, medina, ravals i entorn. Entre les seues construccions, destaca la xicoteta mesquita del Crist de la Llum o de Bab al-Mardum. La seua planta quadrada, organitzada en nou trams cupulats, presenta una planta i alçat que connecta amb el model tunisenc de la mesquita aglàbida de Bu Fatata. A part del caràcter excepcional de Toledo, també ocupen un lloc destacat obres com la ràbita de Guardamar del Segura (Alacant), el castell de Gormaz (Sòria) o la ciutat de Vascos (Toledo).

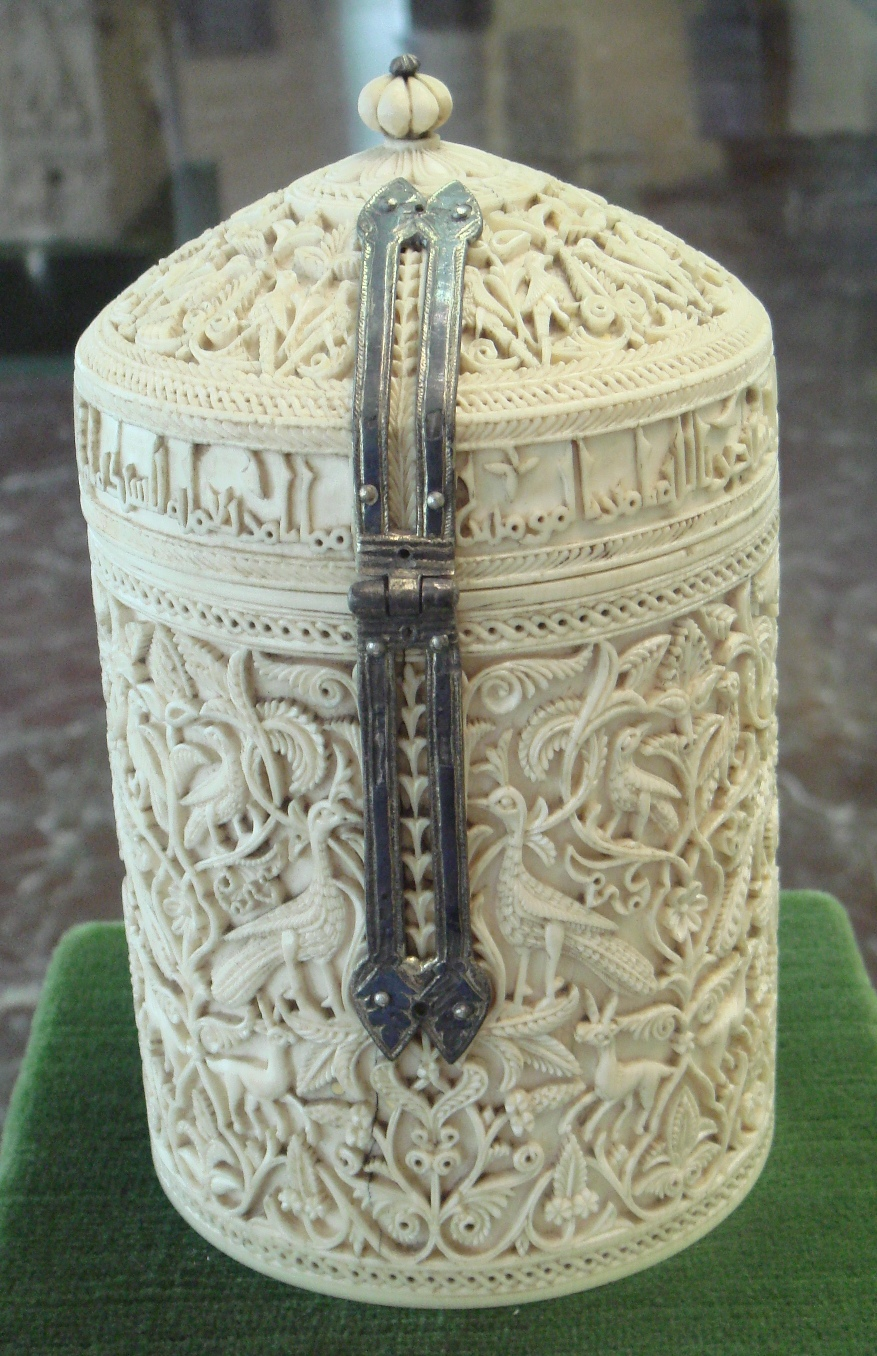
Pot de Zamora

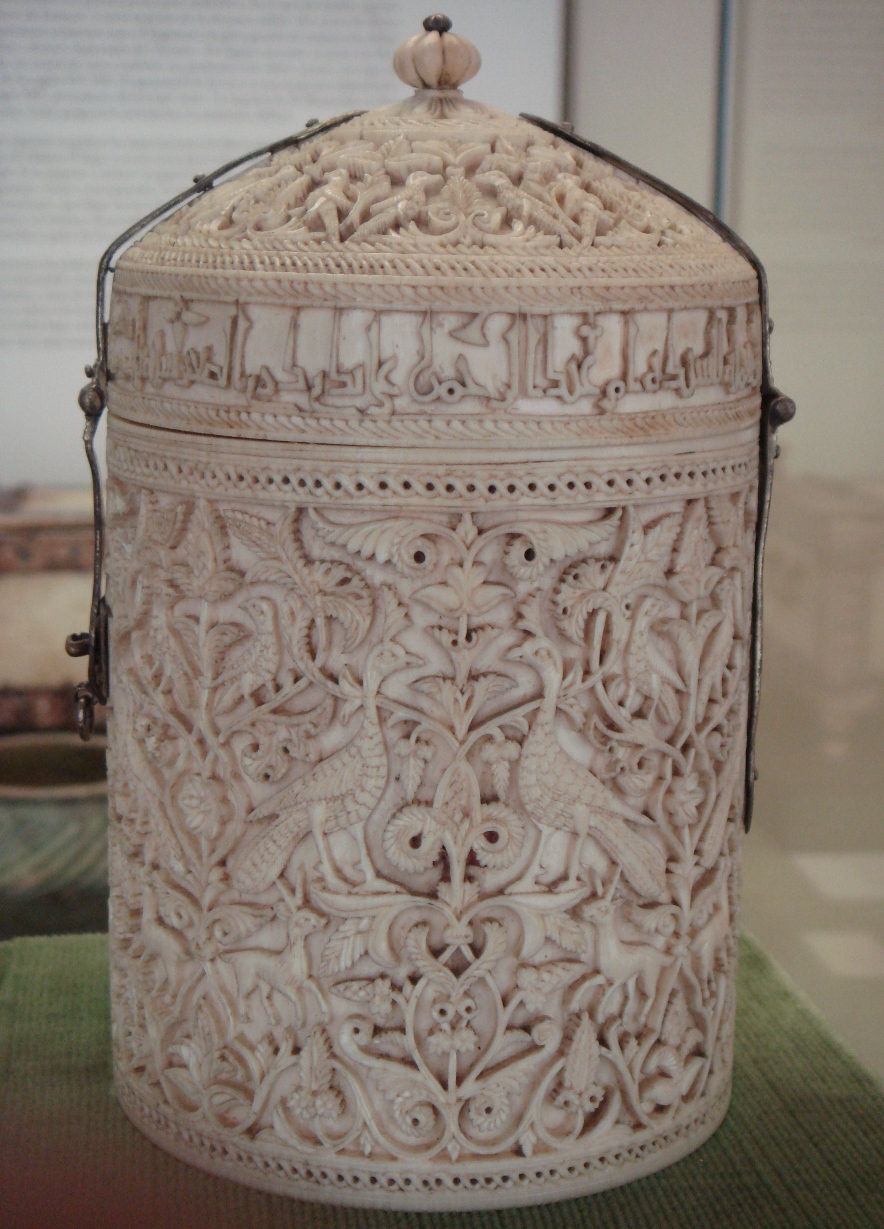
Pot de Zamora

El refinament imperant en la cort califal va propiciar la creació de manufactures de luxe que, sota el patrocini reial, es traduïren en les més variades expressions artístiques. Destaquen els treballs en ivori amb què es realitzaren objectes d'ús palatí com pots i arquetes destinades a guardar joies, ungüents i perfums. Destaca el pot de Zamora (Museu Arqueològic Nacional d'Espanya) destinat a la muller d'al-Hakam II i l'arqueta de Leyre. En la seua profusa trama de vegetació, se solen inscriure escenes de cort al mateix temps que bandes amb inscripcions epigràfiques que indiquen el destinatari i fins el mestre que executà la peça.
Els monarques, igual que a Bagdad i el Caire, organitzaren la seua pròpia fàbrica de teixits, fundació que marca el començ de la història de la producció de teixit de seda a al-Àndalus. Els seus motius vegetals i figurats, geometritzats, s'inscriuen en medallons formant bandes, tal com apareixen en el vel o almaissar d'Hixam II que, a manera de turbant, li cobria el cap i li penjava fins als braços.
Existiren també tallers que treballaren el bronze, amb figures que representen lleons i cérvols amb el cos cobert de cercles tangents que evoquen teixits i que, possiblement, serviren com a sortidors de fonts. El seu paral·lelisme formal i estilístic amb peces fatimites ha motivat controvèrsia sobre la filiació d'algunes peces.
La ceràmica inclou un tipus de producció coneguda com a verd i manganès. La seua decoració a base de motius epigràfics, geomètrics i una forta presència de motius figurats, s'aconsegueix mitjançant l'aplicació d'òxid de coure (verd) i òxid de manganès (morat).